# Бов (кантон)
Бов (фр. Boves) — упразднённый кантон во Франции, регион Пикардия, департамент Сомма. Входил в состав округа Амьен.
В состав кантона входили коммуны (население по данным Национального института статистики Архивная копия от 10 сентября 2012 на Wayback Machine за 2009 г.):
- Ай (428 чел.)
- Бланжи-Тронвиль (529 чел.)
- Бов (2 922 чел.)
- Вер-сюр-Сель (707 чел.)
- Гианкур-сюр-Нуа (165 чел.)
- Глизи (569 чел.)
- Граттепанш (294 чел.)
- Доммартен (363 чел.)
- Дюри (1 284 чел.)
- Жантель (497 чел.)
- Каши (225 чел.)
- Коттанши (438 чел.)
- Ремьянкур (184 чел.)
- Рюминьи (591 чел.)
- Салё (2 380 чел.)
- Салуэль (4 362 чел.)
- Сен-ан-Амьенуа (1 183 чел.)
- Сен-Софлье (896 чел.)
- Сен-Фюсьян (940 чел.)
- Тези-Глимон (446 чел.)
- Фуанкам (233 чел.)
- Эбекур (506 чел.)
- Эстре-сюр-Нуа (281 чел.)

## Экономика
Структура занятости населения:
- сельское хозяйство — 1,8 %
- промышленность — 10,2 %
- строительство — 6,9 %
- торговля, транспорт и сфера услуг — 51,1 %
- государственные и муниципальные службы — 30,1 %

## Политика
На президентских выборах 2012 г. жители кантона отдали в 1-м туре Николя Саркози 28,4 % голосов против 27,3 % у Франсуа Олланда и 18,9 % у Марин Ле Пен, во 2-м туре в кантоне победил Саркози, получивший 51,6 % голосов (2007 г. 1 тур: Саркози — 31,5 %, Сеголен Руаяль — 24,1 %; 2 тур: Саркози — 55,0 %). На выборах в Национальное собрание в 2012 г. по 2-му избирательному округу департамента Сомма они поддержали своего земляка, кандидата партии Новый центр Оливье Жарде, набравшего 45,1 % голосов в 1-м туре и 57,6 % - во 2-м туре. На региональных выборах 2010 года в 1-м туре победил список «правых», собравший 34,8 % голосов против 22,8 % у списка социалистов. Во 2-м туре «левый список» с участием социалистов и «зелёных» во главе с Президентом регионального совета Пикардии Клодом Жеверком получил 45,0 % голосов, «правый» список во главе с мэром Бове Каролин Кайё занял второе место с 40,8 %, а Национальный фронт с 14,2 % финишировал третьим.
|  | Кандидат        | Партия             | % голосов |
|  | --------------- | ------------------ | --------- |
|  | Оливье Жарде    | Новый центр        | 61,98     |
|  | Вероник Калино  | Партия зеленых     | 29,90     |
|  | Жаклин Божанчик | Национальный фронт | 8,12      |